# Bojong Kulon
Bojong Kulon is een bestuurslaag in het regentschap Cirebon van de provincie West-Java, Indonesië. Bojong Kulon telt 7994 inwoners (volkstelling 2010).